# Anarmonica
Nello studio dei fenomeni oscillatori, le frequenze armoniche sono le frequenze il cui valore è multiplo intero della frequenza base (frequenza fondamentale) di un'onda. Nel caso delle frequenze anarmoniche, il valore delle frequenze è diverso dai semplici multipli della frequenza fondamentale.
Un esempio pratico viene dalla vibrazione ad una determinata frequenza dell'aria e cioè dal suono: alcuni strumenti a percussione, un'esplosione, lo sbattere di una porta sono esempi di suoni che contengono frequenze anarmoniche. Anche il modo di suonare strumenti musicali può generare frequenze anarmoniche: è il caso dell'uso del pianoforte nel jazz.